# Lorántffy Zsuzsanna
Lorántffy Zsuzsanna (Ónod, 1600 körül – Sárospatak, 1660. április 18.) I. Rákóczi György erdélyi fejedelem felesége, Lorántffy Mihály zempléni nagybirtokos főnemes és Zeleméri Borbála leánya.

## Születése
Lorántffy Zsuzsanna élete a 17. század egyik legviharosabb időszakára esik. A 16. század békésnek számító utolsó harmada 1593-ban háborúba torkollott. Az Oszmán Birodalom megpróbálta összeroppantani a Magyar Királyság megmaradt, egyre vékonyodó holdsarló alakú karéját. 1596-ban viszonylag rövid, kemény ostrom árán elesett Felső-Magyarország kapuja, Eger.
A mezőkeresztesi csatában Mohács után először találkozott szemtől szembe a szultáni, ill. a királyi magyar fősereg. A szultán maradt a véres küzdelem nyomán a csatatér ura. Ekkor pusztult el Dél-Borsod sok virágzó települése, köztük jó néhány véglegesen, például Muhi mezőváros is. 1599-ben tatárok dúlták a vidéket. A Sajótól ölelt négybástyás ónodi vár, mellette a tornyokkal erősített palánkkal körülvett mezőváros ekkor vált véghellyé. Korábban Eger árnyékában húzódott meg, Diósgyőr s főleg Szendrő mellett csak másodvonalbeli erősségnek számított. 1600-ban aztán az országgyűlés gyorsan határozott kiépítése és őrségének gyarapítása ügyében. A következő évben már az építési munkálatok megszervezése is napirendre került. Elrendelték, hogy egész Abaúj vármegye jobbágysága és Zemplén vármegye egyik alsó járásának lakói Ónodot építsék (a borsodiak feladata Diósgyőr és Szendrő jó karban tartása volt). 
Ebben az időben Ónod várának kapitánya a Rátót nemzetségből származó Lorántffy Mihály volt. Feleségének tőle, Zeleméri Kamarás Borbálának született Zsuzsanna Ónodon 1600-ban.

## Gyermekkora
Lórántffy Mihály és Zeleméri Borbála lányaként született. Az ónodi vár falai között teltek első évei. Négyen voltak testvérek: Erzsébet, Zsuzsanna, Mária és Borbála. Mivel fiútestvérük nem született, gazdag hozomány várt a leányok leendő férjeire. Anyjuk révén a Dobó rokonság örökösei is voltak, így került a család birtokába Sárospatak vára is. Oda, az Ónodnál sokkal biztonságosabb, nagyobb és díszesebb palotába költözött a Lorántffy család 1608-ban.
1609-ben meghalt édesanyjuk. A kor szokása szerint apjuk a gyászév letelte után asszonyt keresett magának, s gyermekeinek anyát: 1610-ben feleségül vette Felső-Magyarország egy másik gazdag családjának sarját, Andrássy Katát. Az új házasság azonban mindössze négy esztendőt ért meg. 1614. november 26-án meghalt Lorántffy Mihály, akit a sárospataki templomban temettek el. 
Az árván maradt leányok nehéz időknek néztek elébe. Zsuzsanna kisgyermekként megélte a Bocskai-szabadságharcot, Ónod vára 1604-ben nyitotta meg kapuit Bocskai István hada előtt. Az 1606. év ugyan békét hozott mind a törökkel, mind a Habsburg királlyal, ekkor azonban a magukat kisemmizettnek érző hajdúk bolygatták fel a táj nyugalmát. Majd Báthory Gábor fejedelemségének zavaros korszaka következett. Amikor Lorántffy Mihály meghalt, Zemplén egyik nagyravágyó s nagyhatalmú birtokosa, Homonnai György az új erdélyi fejedelem, Bethlen Gábor ellen fenekedett. Várható volt, hogy a táj ismét harcok színterévé válik. Egyelőre azonban csak birtokperek, a szokásos örökség körüli rokoni jogi csatározások fenyegették a leányokat. A bizonytalanság azonban nem tartott sokáig. Zsuzsannának előkelő kérője, fejedelmi sarj jelentkezett Rákóczi György személyében, akinek apja, Zsigmond jeles törökverő vitéz, Szendrő majd Eger főkapitánya, Bocskai után rövid ideig Erdély fejedelme volt. György 1593-ban született, a tizenöt éves háború kitörésének esztendejében. Két öccse volt 1608-ban, amikor apja meghalt, egyik 14, másik 13 éves.
György hamar belekóstolt a főúri ifjak akkori „rendes foglalkozásába", a hadi életbe: 1611-ben, 18 esztendősen már Ónod várának kapitánya.

## Házassága

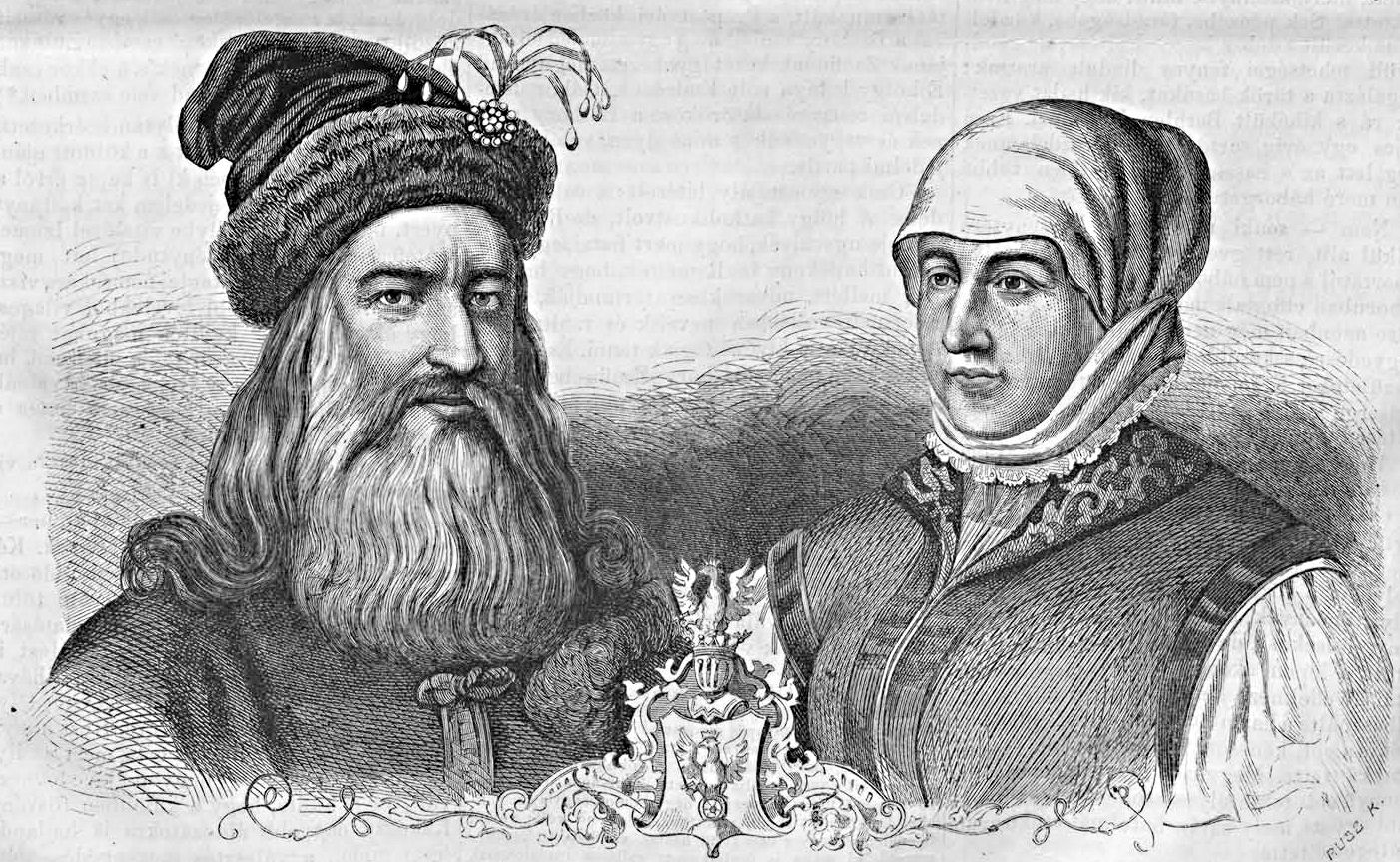
I. Rákóczi György és Lorántffy Zsuzsanna

A Lorántffy- és a Rákóczi-vagyon egyesülését is jelentette a házasság 1616-ban, s azt, hogy Rákóczi György Felső-Magyarország egyik leghatalmasabb ura lett, akire az országrész lakossága felnézett; a kisebb birtokosok a következő években hozzá igazították politikai állásfoglalásukat.
A fiatalok számára viszonylagos csendességet csak az első esztendők jelentettek. Az örökösödési csatákban rendre győztek, de mire örülhettek volna a békességnek, felbolydult körülöttük a világ. Kitört a Habsburgok ellen a cseh felkelés, és Bethlen Gábor erdélyi fejedelem a kínálkozó alkalmat nem akarta elszalasztani: támadást indított Bécs ellen. Szövetségeséül megnyerte az ifjú Rákóczi Györgyöt, ami egyet jelentett a Felső-Magyarország fölötti uralommal. 1619 őszétől ismét a fegyvereké lett a szó. Aligha hitte volna az ifjú Zsuzsanna asszony, hogy élete hátralévő négy évtizede szinte szüntelen aggodalomban telik el: férje és fiai miatt, s hogy a béke ritka vendég lesz számára. A harcok közben szülte meg fiát, Györgyöt 1620-ban, ami nagy örömet jelentett, hiszen így lesz, aki örökölje a fejedelmi címet.

## Gyermekei
Zsuzsanna öt gyermeket hozott világra. A kor egészségügyi viszonyai között azonban, még egy fejedelmi család sem tudta minden anyai és orvosi gondoskodás mellett sem biztosítani, hogy a gyermekek mindannyian megérjék a felnőttkort. Közülük ez csak kettőnek: Györgynek és Zsigmond nevű öccsének adatott meg. Az első kettő (Zsigmond, aki 1618-ban és Samu, aki 1619-ben született, csakúgy mint az ötödik, Ferenc kicsiny korában hunyt el).
Zsuzsanna gondosan nevelte, iskoláztatta gyermekeit. György, az elsőszülött, a fejedelmi trón várományosa (1642-ben) viszonylag hamar kikerült az anyai kézből, s az iskolapadból (1637), meg kellett ismernie a hadi életet apja mellett, aki végigharcolta Bethlen háborúit, majd az általa annyira tisztelt ura halála után, 1630-ban Erdély fejedelmi méltóságába választották. Az ifjú György váradi kapitányként (1640-ben), Erdély legfontosabb végvárának élén – apja szigorú irányítása alatt – tanulta a hadi mesterséget s az emberekkel való bánásmódot. Aligha hitte, hogy élete delén e falak között hunyja le végleg a szemét, a vesztes fenesi csata után 1660-ban, s a halála utáni szétzilálódó állapotok vezetnek oda, hogy Várad szinte őrség nélkül maradva, minden hősiesség dacára is török kézre kerül.
A fiatalabb fiú, Zsigmond 1640-ben tette le utolsó vizsgáját. Az 1640-es évek közepén, amikor Rákóczi György svéd szövetségben Bécs ellen támadt, Ő is fontos szerepet kapott a hadjáratban.
Közben 1642-ben az idősebb testvér György megnősült. Szülei ellenkezése dacára a katolikus Báthori Zsófiát választotta házastársul, aki ugyan áttért a református vallásra, de ez a lépése – mint később kiderült – csak látszat volt. Egyelőre azonban a fejedelmi család boldog lehetett, hiszen 1645-ben megszületett az unoka: Ferenc, ami azt jelentette, biztosítva van a család folytonossága. Azt senki sem sejtette, hogy a kisfiú majdan trónra nem léphet, s úgyszólván egyetlen értelme életének, hogy apja lehet a Rákóczi-család utolsó nagy ívű pályát befutó hajtásának, II. Rákóczi Ferencnek, a vezérlő fejedelemnek.
Zsigmond csak 1651-ben, apja halála után három esztendővel nősült meg, neje V. Frigyes pfalzi választófejedelem leánya, Henrietta. Az özvegy fejedelemasszony öröme azonban nem tartott sokáig. Három hónap múlva az ifjú asszony már halott volt, s 1652 telén követte a sírba a férje, a 29 esztendős Zsigmond is. A gyulafehérvári székesegyházba temették, apja mellé.

## I. Rákóczi György halála
Lorántffy Zsuzsanna több mint három évtizedes boldog házaséletének vetett véget I. Rákóczi György halála 1648-ban. 1619-től a háborúk, majd az uralkodás gondjai miatt gyakran voltak egymástól távol a házastársak. Zsuzsanna asszony nevelte a gyermekeit, híressé vált kertjével bíbelődött, amelyben a csodálatos virágok, dúsan termő gyümölcsfák mellett megteremtek a gyógynövények is. Sokak egészségét adták vissza a fejedelemasszony főzetei. Szívesen kézimunkázott is, s a gazdasszonyi mesterségre okította a főrangú családok udvarában nevelődő leányait. A szép hímzésekkel az egyházakat gyarapította. Az egyik általa hímzett úrasztali térítőt ma a sárospataki református múzeum őrzi. Az egyházat ajándékaival férje is elhalmozta. Az ónodi reformátusok sokáig kegyelettel őrizték a fejedelem ajándékozta kupát, poharakat, s a korabeli leltárak a templom Rákóczi-harangjairól is említést tesznek. A birtokigazgatás is jelentős részben Zsuzsanna asszony vállán nyugodott. Fáradhatatlanul járta az uradalmakat, szigorúan irányította a gazdatiszteket, szerbe-számba vette a jövedelmeket. Férjéhez írott leveléből tudjuk, hogy 1640 szeptemberében például Beregszászban időzött. Ebédre érkezett, s délután máris kiment, szétnézett a szőlőben, amelyről megállapította, hogy ugyan jórészt elverte a jég, azonban valami termés így is lesz. De nemcsak a gazdaságot látta, hanem tudott örülni a táj szépségének is: „Mától fogva két hétre megindulok Patak felé. Én immár úgy megszokom az szép tér földeket, már nehezebb leszen, hogy oda be hamar megakad az szemem az hegybe. Ez igen szép hely."

## A Rákóczi-birtokok irányítása
Akár háborús, akár békés időkben, katonák fogadása és fizetése is feladata volt Zsuzsanna asszonynak. E feladatnak is példásan megfelelt: „Igen sokat gondolkodom rajta kedves uram, hogy békesség is vagyon, hogy már mégis sok hadakat kell tartani; az jövedelem most is fogyott, az költések pedig szaporodnak…" De az aggódó asszonyi szív egyre nehezebben viselte el a háború izgalmait. Kissé neheztelve s egyúttal bátorítólag is írta neki fejedelmi férje 1644 szeptemberében: „búsulásodat sajnálom, elannyira, hogy ha annak békét nem hagysz, nekem is nyavalyát szerzesz vele; hiszem Istennek hála állapotunk sem oly veszedelmes, kin búsulnod kellene…" A hosszú távollétek miatt a fejedelmi pár hónapszámra csak levél útján tarthatta egymással a kapcsolatot. E levelek mindkét részről hallatlan gyöngédséget és figyelmességet árulnak el. A fejedelem minden fontos eseményről elsőként feleségét tudósította. Nem egyszer – mint a keltezésből kiderül – hajnalban vagy éjjel sem volt rest levelet írni, – mikor hogy volt ideje. Két-három naponként követték a levelek egymást, s ha nem jött kellő gyakorisággal rájuk válasz, akkor megfeddte. Zsuzsanna asszony is így tett hasonló esetben. Mindketten a posták késedelmességével magyarázták – bizonyára joggal – az ilyen eseteket. Több ezer levelet válthattak. Ezekből azonban alig néhány száz maradt ránk. A fejedelem nem egyszer különlegességekkel, naranccsal és citrommal kedveskedett, amit Zsuzsanna asszony sietett mindannyiszor megköszönni, s férjét jókívánságokkal halmozta el: „Szolgálok kegyelmednek mint szerelmes uramnak. Az Úr Isten áldja meg kegyelmedet szerencsés hosszú, boldog élettel és jó egészséggel." 
A tokaji aszú megszületésének krónikája szerint Lorántffy Zsuzsanna udvari papja, Sepsy (másképpen: Szepsi) Laczkó Máté, aki a nagyasszony birtokán a szőlőtermelést irányította, az akkori hadi események miatt a szüretet novemberig késleltette. A szőlők emiatt megtöppedtek, összeaszalódtak, így a borok édesebbek, tüzesebbek lettek.

## Műveltsége
Zsuzsanna asszony bizonyára 1608-ban Patakra kerülve ismerhette meg a betűvetést, az olvasást, a tudományok alapjait. A könyveket, a műveltséget bizonyos hogy mélységesen tisztelte, a pataki kollégiumot csakúgy támogatta, mint a többi kisebb-nagyobb református iskolát, köztük az ónodit is. Legfőbb olvasmánya a mélyen – de korántsem bigottan, elvakultan – vallásos asszonynak a könyvek könyve, a Biblia volt. A reformáció népi, puritáneus irányzatát támogatta, s e tekintetben a szelíd asszony, ha kellett, még férjével és idősebb fiával is szembeszállt. Kiállt nagy tudású lelkészei, a kollégiumok neves professzorai, így Apáczai Csere János mellett is, s megvédte őket a fejedelmi nehezteléssel szemben.

## Comenius Patakon
Ha mást nem tett volna, mint azt, hogy 1650-ben Comeniust, a kor legnagyobb pedagógusát Patakra hívta, azzal is örök időkre beírta volna nevét a magyar és az európai művelődés történetébe. Érdemes felidézni a hívó levél néhány sorát: „Üdvözletünket és kegyünket jelentjük neked a magunk és jeles fiaink nevében. Mi már előtt, föllelkesítve a te láváié neved híre által, melyet magadnak Európa iskolái útján méltóképen szereztél, jóakarattá! teltünk el irántad, majd a veled való személyes találkozás és beszélgetés folytán, melynek élvezését a te idejöveteled következtében a kegyes sors nekünk néhány napon keresztül megengedte, még inkább feltámadt bennünk a vágy, hogy veled hosszabb ideig együtt éljünk. Ennek a célja pedig az, hogy nekünk pataki iskolánk reformálásában, amiben az ifjú nemzedék javára és Krisztus anyaszentegyházának üdvére kegyesen és serényen forgolódunk, szent segítségünkre légy, és itt nálunk, a te kitűnő módszerednek, melyet a nemzetek között szétszórva már terjeszteni megkezdettél, teljes rendszerét kidolgozd és előadd.
Mivel tudjuk, hogy te, a kortól terhelve szenteled öregségedet a közjóra, nem akarunk téged a poros iskola terhes munkáira elhívni, hanem azt óhajtjuk, hogy a te igazgatásod alatt a mi tudós férfiaink, ennek a mi iskolánknak a jelenlegi és jövendői elöljárói, a rektorok és tanítók abban az óhajtott reformációban, minél előbbre haladjanak és a te utasításod szerint a tanulmányoknak keresett módszere ügyében fáradozva, a csöndes elmének és a jó reménységnek ezzel a törekvésével minél előbb elérhessék.
Ha óhajtásunk szerint egy évre azzal a céllal jössz hozzánk, hogy ezeket úgy, amint a kitűnő Idea scholae-ban körvonaloztad, megvalósítjuk, ígérünk és ajánlunk neked tieiddel együtt tisztességes javadalmat, s ha a dolog a terv szerint sikerül, azon fölül még hálás köszönetét…”
Comenius maga a következőket írta idejöveteléről, kifejtve tanügyi reformjai lényegét, célját:
„Éppen elhatároztam, hogy az eddig folytatott tanításügyi dolgaimtól megpihenve s ama mellékes dolgoknak búcsút mondva, a komolyabb dolgokhoz térek vissza, amikor íme Magyarországról mind a teológusoktól, mind a fenséges Rákóczi Zsigmond, úrtól úgy a saját, mint fenséges édesanyjának, az erdélyi fejedelem özvegyének nevében írt leveleket megkaptam, amelyekben megbeszélésre s az iskolák megújításáról való tervem közlésére szeretettel hívnak. Híveim beleegyezésével, sőt megbízásából, kik még küldenek is, elmentem, főleg azért, mert mikor annyi szétszórtan élő, a fenséges fejedelem városaiban száműzött morva társunkat védi őfensége jóindulatának jóságos árnyéka, méltatlannak látszott előttem hálánkat, ha valami mód adódik rá, ismét ki nem mutatni. Tehát Patakra mentem 1650. május havában s innen őfenségeikkel Tokajba. Itt néhány napi megbeszélés után azt kívánták tőlem, hogy valamit foglaljak írásba, hogyan lehetne a pataki tartományi iskolát a panszofia törvényei szerint mert már látták és olvasták az addig kiadottakat a lehető legjobb rendbe hozni.”  Zsuzsanna asszony a régi kollégiumi épület mellé újakat létesített az 1650-es években, egész „diákvárost”. Bár Comenius 1654-ben eltávozott Patakról, az itt töltött néhány év nem múlt el nyomtalanul az iskola életében. A nagy pedagógus alapvető műveinek egész sora született Patakon, köztük az első képes tankönyv, az Orbis Pictus (Ábrázolt világ). A pataki nyomda ezekben az években sorra jelentette meg – fejedelmi pártfogással – Comenius műveit.

## Lorántffy Zsuzsanna irodalmi munkássága

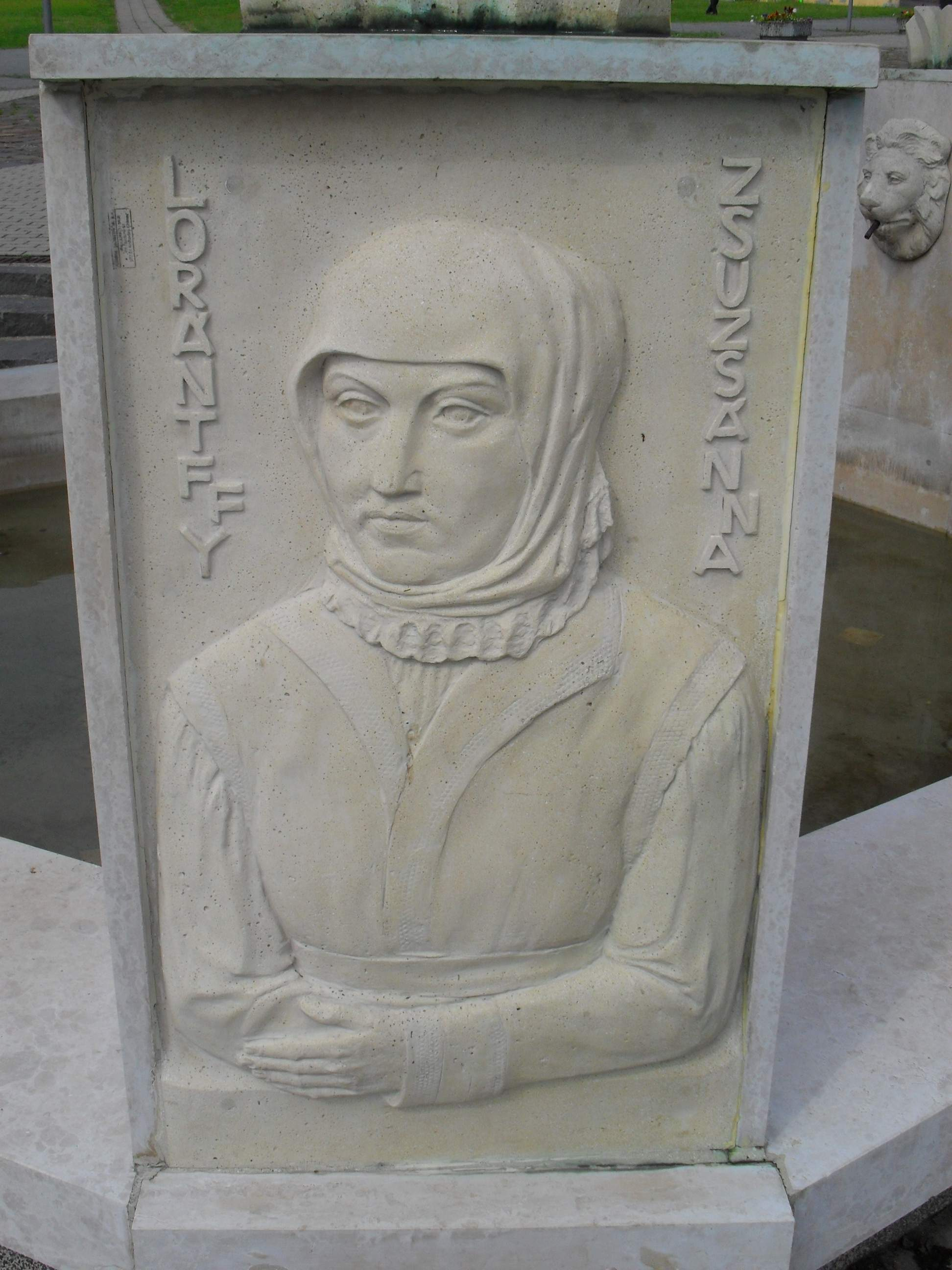
Királyhelmec – szökőkút – Lorántffy Zsuzsanna domborműve

Magának Lorántffy Zsuzsannának is jelent meg nyomtatásban két műve is, mindkettő egyházi tárgyú idézetgyűjtemény. Hitelvekben, a Bibliában való jártasságát egy nagy tudású jezsuita is elismerte: „Én bizony nagy álmélkodással hallom és rész szerint látom is Kegyelmes asszonyom, hogy Nagyságod ily fejedelmi méltóságban lévén, az Isten törvényében való emelkedést s az Isten könyvének tudományát minden világi mulatságnál nagyobbra láttatik becsülni."
- Mózes és az Proféták, az az: Az igaz keresztyeni vallasnak negyven Öt ágazatinak szent irásbeli győzhetetlen bizonságh-tétele. Mellyek nagy részént az Fejedelmi Meltosaggal tündöklő Erdélyi Fejedelem Aszszonytul Lorantffi Susannatul másoknak jo példa adásával, az szent irásnak gyakor olvasása között ki szedegettettenek, és az után megh bövíttetvén, az idvességre ohajtozokhoz való buzgoságbol közönségessé téttetenek. Luk. 16. 29. Vagyon Mosesek és Prophetájok, halgassák azokat, Gyulafehérvár, 1641

## Élete alkonya és halála
Élete utolsó évtizedében az iskola és a református egyház gyámolítása jelentette az özvegy fejedelemasszony számára a legnagyobb örömet. A sors kegyes volt hozzá, néhány héttel azelőtt hunyta le örök álomra szemét, hogy fia György halálos sebet kapott a fenesi csatatéren. Nem kellett megérnie a Rákóczi-ház összeomlását, amit – bár csak viszonylag rövid időre – dédunokája (II. Rákóczi Ferenc) tudott feltartóztatni. 1660. április 18-án este 10 órakor – miként a krónikás Szalárdi János írja – „ez világbul szép csendes halál által kimúlék.”
Menye, Báthori Zsófia férjét és anyósát a pataki templomba (a mai katolikus templomba) temettette, mivel a zűrzavaros időkben lehetetlen volt Lorántffy Zsuzsannát végakarata szerint férje mellé, a gyulafehérvári székesegyházba vinni. Itt sem lehetett azonban még testének sem sokáig nyugalma: amikor császári kézre került Patak vára, koporsóját kirabolták fiáéval együtt, csontjaikat szétszórták, s a gondos régészeti ásatás sem tudta megtalálni maradványaikat.

## Emlékezete

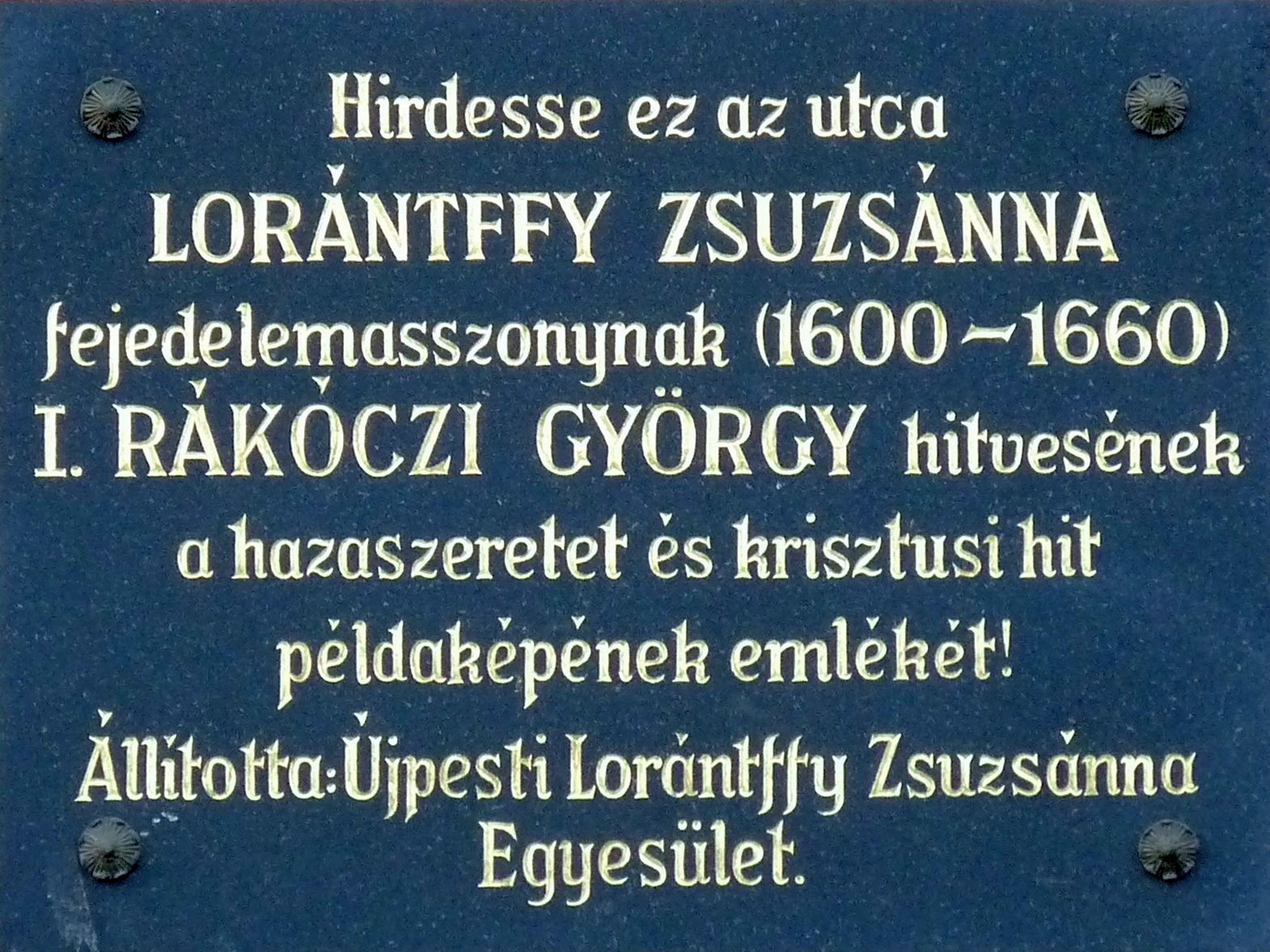
Lorántffy Zsuzsanna emléktáblája Újpesten, a róla elnevezett utca elején

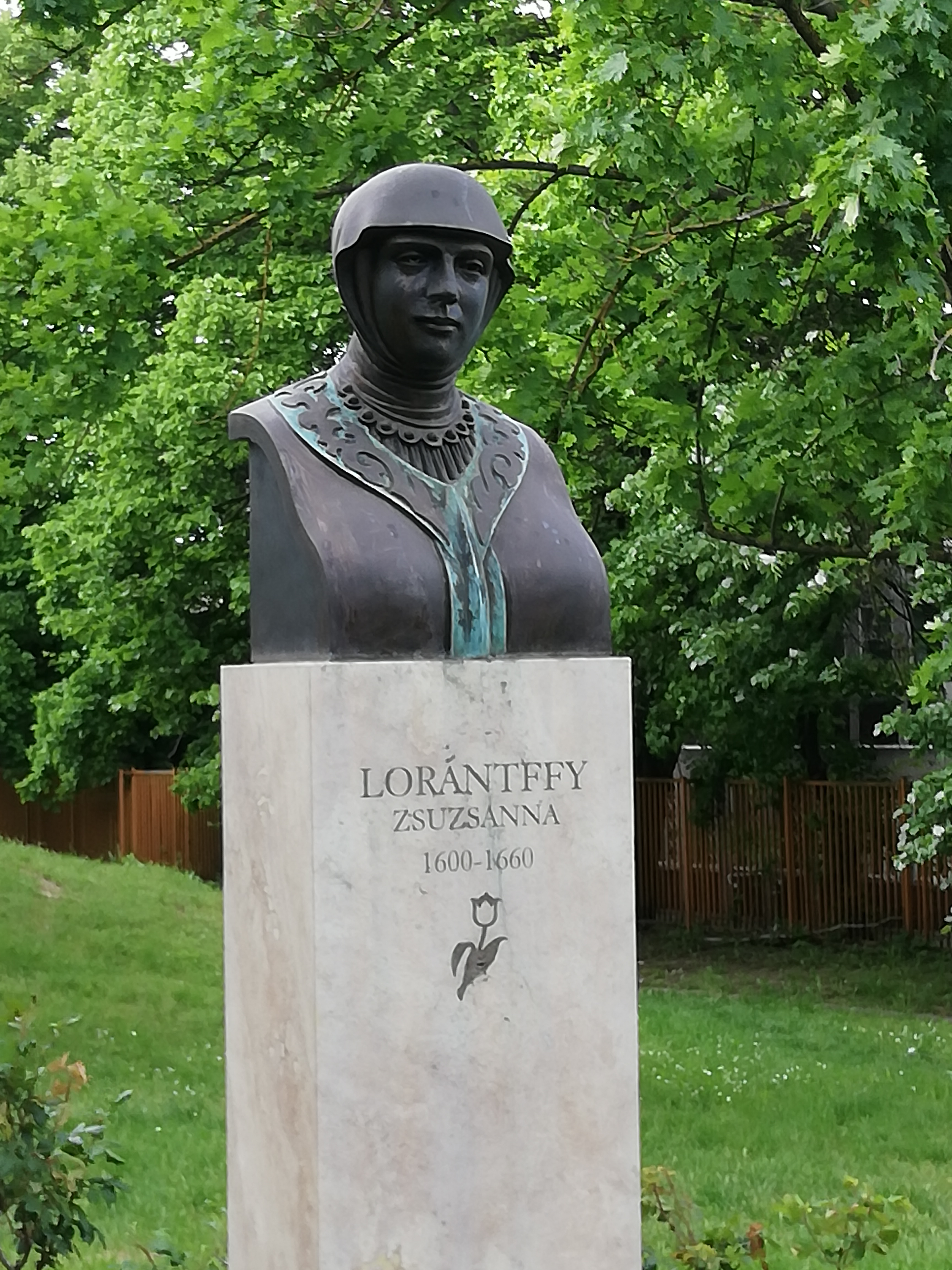
Lorántffy Zsuzsanna szobra, Dunaújváros (2013, Rohonczi István)

- Portréja bélyegen az 1939. évi Protestáns sorozat 40 filléres értéke. A Légrády Sándor által tervezett bélyegen neve tévedésből egy f-fel szerepel (minden bélyegen, ezért nem tekinthető tévnyomatnak). A bélyegterv valószínűleg az itt látható kettős portré alapján készült.
- Bélyegen a portréja az 1944. évi Nagyasszonyok sorozat 30 filléres értékén is szerepel. (Tervezője Konecsni György)
- Születésének 400. évfordulóján, 2000-ben szülővárosában szobrot emeltek emlékére, a szobrot Borsos István készítette, szintén 2000-ben Tiszaújváros is szobrot állíttatott tiszteletére, amely Józsa Lajos munkája[5]
- Sárospatakon, az iskolakertben is szobrot állítottak emlékére, Horváth Géza szobrászművész alkotását, 1931-ben leplezték le[6]
- Nagyváradon, a Sebes Körös-parti parkban is egy teljes nagyságú szobor van állítva emlékére.
- Dunaújvárosban 2013 óta áll bronz mellszobra a nevét viselő iskola előtt (Rohonczi István alkotása).
- Utcát vagy utat neveztek el róla a következő településeken: Budapest II. és IV. kerülete, Cegléd, Hajdúböszörmény, Kaposvár, Kazincbarcika, Kecskemét, Miskolc, Monostorpályi, Sárospatak, Székelyudvarhely, Tiszaújváros.
- Oktatási intézmények: Ónodon (Lorántffy Zsuzsanna Általános és Alapfokú Művészeti Iskola), Dunaújvárosban (Lorántffy Zsuzsanna Szakközépiskola, Szakiskola és Kollégium), Kaposváron (Lorántffy Zsuzsanna Református Óvoda, Általános Iskola, Gimnázium és Kollégium), Tiszakeszin (Lorántffy Zsuzsanna Református Általános Iskola), Györgytarlón (Lorántffy Zsuzsanna Általános Művelődési Központ Általános Iskolája), Pocsajon (Lorántffy Zsuzsanna Általános Iskola és Óvoda), Mosdóson (Lorántffy Zsuzsanna Református Általános Iskola és Gimnázium Gyógyintézeti Óvodája és Általános Iskolája), Debrecenben (Lorántffy Zsuzsanna Általános Iskola), Csákváron (Lorántffy Zsuzsanna Református Óvoda) oktatási intézmény viseli a nevét, Nagyváradon (Lorántffy Zsuzsanna Református Gimnázium), Kiskunhalason (Lorántffy Zsuzsanna Kamarakórus), Békéscsabán a második világháborúig Lorántffy Zsuzsanna Leánygimnázium működött.